# Biegi narciarskie na Zimowym Olimpijskim Festiwalu Młodzieży Europy 2011
Biegi narciarskie na X. Zimowym Olimpijskim Festiwalu Młodzieży Europy odbywały się w dniach 14 - 18 lutego 2011 roku w czeskim Libercu. Zawodnicy i zawodniczki rywalizowali łącznie w siedmiu konkurencjach, po trzech indywidualnych dla kobiet i mężczyzn oraz w sztafecie mieszanej.

## Wyniki
| Pozycja | Zawodnik             | Narodowość |
| ------- | -------------------- | ---------- |
|         | Christoffer Lindvall | Finlandia  |
|         | Artiom Malcew        | Rosja      |
|         | Lennart Metz         | Niemcy     |
| 4.      | Rasmus Hörnfeldt     | Szwecja    |
| 5.      | Antti Ojansivu       | Finlandia  |
| 6.      | Wadim Korolow        | Rosja      |

| Pozycja | Zawodniczka            | Narodowość |
| ------- | ---------------------- | ---------- |
|         | Stina Nilsson          | Szwecja    |
|         | Sofia Henriksson       | Szwecja    |
|         | Nathalie Schwarz       | Austria    |
| 4.      | Jewgienija Osczepkowa  | Rosja      |
| 5.      | Hilde Losgård Landheim | Norwegia   |
| 6.      | Linn Eriksen           | Norwegia   |

| Pozycja | Zawodnik        | Narodowość | Czas    |
| ------- | --------------- | ---------- | ------- |
|         | Antti Ojansivu  | Finlandia  | 27:38,7 |
|         | Magnus Stensås  | Norwegia   | +18,6   |
|         | Mathias Borgnes | Norwegia   | +20,9   |
| 4.      | Artiom Malcew   | Rosja      | +24,9   |
| 5.      | Wadim Korolow   | Rosja      | +36,7   |
| 6.      | Clément Parisse | Francja    | +52,0   |

| Pozycja | Zawodniczka            | Narodowość | Czas    |
| ------- | ---------------------- | ---------- | ------- |
|         | Sofia Henriksson       | Szwecja    | 24:29,7 |
|         | Thea Krokan Murud      | Norwegia   | +27,4   |
|         | Hilde Losgård Landheim | Norwegia   | +33,2   |
| 4.      | Teresa Stadlober       | Austria    | +37,8   |
| 5.      | Saana Kemppainen       | Finlandia  | +45,8   |
| 6.      | Petra Nováková         | Czechy     | +48,3   |

| Pozycja | Zawodnik             | Narodowość | Czas    |
| ------- | -------------------- | ---------- | ------- |
|         | Martin Weisheit      | Niemcy     | 15:47,9 |
|         | Daniel Herzog        | Niemcy     | +1,8    |
|         | Roman Tarasow        | Rosja      | +3,6    |
| 4.      | Håvard Solås Taugbøl | Norwegia   | +6,3    |
| 5.      | Antti Ojansivu       | Finlandia  | +9,2    |
| 6.      | Artiom Malcew        | Rosja      | +14,3   |

| Pozycja | Zawodniczka            | Narodowość | Czas    |
| ------- | ---------------------- | ---------- | ------- |
|         | Hilde Losgård Landheim | Norwegia   | 11:27,7 |
|         | Lea Einfalt            | Słowenia   | +18,4   |
|         | Sofia Henriksson       | Szwecja    | +19,0   |
| 4.      | Silje Theodorsen       | Norwegia   | +21,7   |
| 5.      | Teresa Stadlober       | Austria    | +26,3   |
| 6.      | Petra Nováková         | Czechy     | +27,9   |

| Pozycja | Państwo   | Zawodnicy                                                                    | Czas    |
| ------- | --------- | ---------------------------------------------------------------------------- | ------- |
|         | Norwegia  | Magnus Stensås Thea Krokan Murud Håvard Solås Taugbøl Hilde Losgård Landheim | 46:41,9 |
|         | Niemcy    | Daniel Herzog Eva Wolf Martin Weisheit Laura Gimmler                         | 47:15,1 |
|         | Rosja     | Artiom Malcew Jewgienija Osczepkowa Roman Tarasow Lilija Wasiljewa           | 47:20.8 |
| 4.      | Finlandia | Antti Ojansivu Saana Kemppainen Matti Hiironen Sanna Martikkala              | 48:29,7 |
| 5.      | Słowenia  | Mark Klinar Lea Einfalt Aljaž Praznik Nika Razinger                          | 48:42,0 |
| 6.      | Francja   | Clément Parisse Benoit Manon Mathias Dheyriat Julia Devaux                   | 48:52,6 |

## Klasyfikacja medalowa
| Miejsce | Państwo   |   |   |   | złoto · srebro · brąz |
| ------- | --------- | - | - | - | --------------------- |
| 1.      | Norwegia  | 2 | 2 | 2 | 6                     |
| 2.      | Szwecja   | 2 | 1 | 1 | 4                     |
| 3.      | Finlandia | 2 | 0 | 0 | 2                     |
| 4.      | Niemcy    | 1 | 2 | 1 | 4                     |
| 5.      | Rosja     | 0 | 1 | 2 | 3                     |
| 6.      | Słowenia  | 0 | 1 | 0 | 1                     |
| 7.      | Austria   | 0 | 0 | 1 | 1                     |